# Campeonato Sudamericano de Baloncesto Sub-15
El Campeonato Sudamericano de Baloncesto Sub-15 es un campeonato de baloncesto organizado por la FIBA Américas en el que se enfrentan todas las selecciones nacionales de América del Sur menores de 15 años.
Los tres mejores de cada edición clasifican al FIBA Américas Sub-16

## Campeonatos
| Edición | Año  | Sede                | Campeón   | Subcampeón | 3.er lugar |
| ------- | ---- | ------------------- | --------- | ---------- | ---------- |
| I       | 1984 | Porto Alegre        | Brasil    | Argentina  | Uruguay    |
| II      | 1985 | San Miguel de Piura | Brasil    | Venezuela  | Argentina  |
| III     | 1986 | Caracas             | Venezuela | Brasil     | Chile      |
| IV      | 1987 | Cúcuta              | Argentina | Brasil     | Venezuela  |
| V       | 1988 | Encarnación         | Argentina | Brasil     | Uruguay    |
| VI      | 1989 | Brasilia            | Argentina | Brasil     | Uruguay    |
| VII     | 1991 | Pedrojuán           | Brasil    | Argentina  | Uruguay    |
| VIII    | 1993 | Itanhaém            | Argentina | Brasil     | Venezuela  |
| IX      | 1995 | Arequipa            | Argentina | Brasil     | Venezuela  |
| X       | 1996 | Córdoba             | Brasil    | Argentina  | Uruguay    |
| XI      | 1997 | Santa Fe            | Brasil    | Paraguay   | Argentina  |
| XII     | 1998 | Guanare             | Venezuela | Argentina  | Paraguay   |
| XIII    | 1999 | Ancud               | Argentina | Brasil     | Paraguay   |
| XIV     | 2001 | Bogotá              | Argentina | Uruguay    | Paraguay   |
| XV      | 2002 | Cuenca              | Brasil    | Argentina  | Venezuela  |
| XVI     | 2003 | Cúcuta              | Venezuela | Brasil     | Colombia   |
| XVII    | 2004 | Catamarca           | Argentina | Uruguay    | Brasil     |
| XVIII   | 2005 | Piriápolis          | Argentina | Uruguay    | Brasil     |
| XIX     | 2006 | Montevideo          | Brasil    | Argentina  | Uruguay    |
| XX      | 2007 | Posadas             | Argentina | Venezuela  | Brasil     |
| XXI     | 2008 | Guanare             | Argentina | Venezuela  | Brasil     |
| XXII    | 2009 | San Andrés          | Argentina | Brasil     | Uruguay    |
| XXIII   | 2010 | Pasto               | Argentina | Brasil     | Chile      |
| XXIV    | 2011 | Asunción            | Argentina | Brasil     | Uruguay    |
| XXV     | 2012 | Maldonado           | Argentina | Uruguay    | Chile      |
| XXVI    | 2014 | Barquisimeto        | Brasil    | Argentina  | Venezuela  |
| XXVII   | 2016 | Asunción            | Argentina | Paraguay   | Venezuela  |
| XXVIII  | 2018 | Montevideo          | Brasil    | Uruguay    | Argentina  |
| XXIX    | 2022 | Buenos Aires        | Brasil    | Argentina  | Uruguay    |
| XXX     | 2024 | Pasaje              | Venezuela | Brasil     | Argentina  |

## Palmarés
| Núm. | País      | Oro | Plata | Bronce | Total |
| ---- | --------- | --- | ----- | ------ | ----- |
| 1º   | Argentina | 16  | 8     | 4      | 28    |
| 2º   | Brasil    | 10  | 12    | 4      | 26    |
| 3º   | Venezuela | 4   | 3     | 6      | 13    |
| 4º   | Uruguay   | 0   | 5     | 9      | 14    |
| 5º   | Paraguay  | 0   | 2     | 3      | 5     |
| 6º   | Chile     | 0   | 0     | 3      | 3     |
| 7º   | Colombia  | 0   | 0     | 1      | 1     |